# 1973. március 5-i konzisztórium
Az 1973. március 5-i konzisztóriumot VI. Pál pápa hívta össze február 2-án. Összesen 30 új bíborost kreált, közülük mindegyk pápaválasztó (80 év alatti), valamint nyilvánosságra hozta két „in pectore” kreált bíboros nevét.
| Nº                                           | Ország                    | Név                                  | Életkor                | Hivatal                                                     |
| Pápaválasztó bíborosok                       | Pápaválasztó bíborosok    | Pápaválasztó bíborosok               | Pápaválasztó bíborosok | Pápaválasztó bíborosok                                      |
| -------------------------------------------- | ------------------------- | ------------------------------------ | ---------------------- | ----------------------------------------------------------- |
| 1                                            | Olaszország               | Albino Luciani                       | 60                     | a Velencei patriarkátus pátriárkája                         |
| 2                                            | Portugália                | António Ribeiro                      | 44                     | a Lisszaboni patriarkátus pátriárkája                       |
| 3                                            | Olaszország               | Sergio Pignedoli                     | 62                     | a Népek Evangelizálása Kongregáció titkára                  |
| 4                                            | Ausztrália                | James Robert Knox                    | 59                     | a Melbourne-i főegyházmegye érseke                          |
| 5                                            | Olaszország               | Luigi Raimondi                       | 60                     | az Amerikai Egyesült Államok apostoli delegátusa            |
| 6                                            | Olaszország               | Umberto Mozzoni                      | 68                     | Brazília apostoli nunciusa                                  |
| 7                                            | Brazília                  | Avelar Brandão Vilela                | 60                     | a São Salvador da Bahia-i főegyházmegye érseke              |
| 8                                            | Pakisztán                 | Joseph Marie Anthony Cordeiro        | 55                     | a Karacsi főegyházmegye érseke                              |
| 9                                            | Kolumbia                  | Aníbal Muñoz Duque                   | 64                     | a Bogotái főegyházmegye érseke                              |
| 10                                           | Lengyelország             | Bolesław Kominek                     | 69                     | a Wrocławi főegyházmegye érseke                             |
| 11                                           | Franciaország             | Pierre Charles (Paul) Philippe O.P.  | 67                     | a Hittani Kongregáció titkára                               |
| 12                                           | Olaszország               | Pietro Palazzini                     | 60                     | a Kléruskongregáció titkára                                 |
| 13                                           | Puerto Rico               | Luis Aponte Martínez                 | 50                     | a San Juan-i főegyházmegye (Puerto Rico) érseke             |
| 14                                           | Argentína                 | Raúl Francisco Primatesta            | 53                     | a Córdobai főegyházmegye érseke                             |
| 15                                           | Olaszország               | Salvatore Pappalardo                 | 54                     | a Palermói főegyházmegye érseke                             |
| 16                                           | Olaszország               | Ferdinando Giuseppe Antonelli O.F.M. | 76                     | a Szenttéavatási Ügyek Kongregációja nyugalmazott titkára   |
| 17                                           | Spanyolország             | Marcelo González Martín              | 55                     | a Toledói főegyházmegye érseke                              |
| 18                                           | Franciaország             | Jean-Louis-Frédéric Guyot            | 67                     | a Toulouse-i főegyházmegye érseke                           |
| 19                                           | Olaszország               | Ugo Poletti                          | 58                     | a Római egyházmegye segédpüspöke                            |
| 20                                           | Amerikai Egyesült Államok | Timothy Finbar Manning               | 63                     | a Los Angeles-i főegyházmegye érseke                        |
| 21                                           | Japán                     | Paul Yoshigoro Taguchi               | 70                     | az Oszakai főegyházmegye érseke                             |
| 22                                           | Kenya                     | Maurice Michael Otunga               | 50                     | a Nairobi főegyházmegye érseke                              |
| 23                                           | Mexikó                    | José Salazar López                   | 63                     | a Guadalajarai főegyházmegye érseke                         |
| 24                                           | Kongói Köztársaság        | Émile Biayenda                       | 46                     | a Brazzaville-i főegyházmegye érseke                        |
| 25                                           | Amerikai Egyesült Államok | Humberto Sousa Medeiros              | 57                     | a Bostoni főegyházmegye érseke                              |
| 26                                           | Brazília                  | Paulo Evaristo Arns O.F.M.           | 51                     | a São Pauló-i főegyházmegye érseke                          |
| 27                                           | Ausztrália                | James Darcy Freeman                  | 65                     | a Sidneyi főegyházmegye érseke                              |
| 28                                           | Spanyolország             | Narciso Jubany Arnau                 | 59                     | a Barcelonai főegyházmegye érseke                           |
| 29                                           | Németország               | Hermann Volk                         | 69                     | a Mainzi egyházmegye püspöke                                |
| 30                                           | Szamoa                    | Pio Taofinu’u S.M.                   | 49                     | az Apiai egyházmegye püspöke                                |
| Nyilvánosságra hozott „in pectore” bíborosok |                           |                                      |                        |                                                             |
|                                              | Románia                   | Iuliu Hossu                          | 88                     | a Kolozsvár-Szamosújvári görögkatolikus egyházmegye püspöke |
|                                              | Csehszlovákia             | Štěpán Trochta S.D.B.                | 67                     | a Litoměřicei egyházmegye püspöke                           |